# Козаков Михайло Михайлович
Михайло Михайлович Козаков (рос. Михаил Михайлович Козаков; 14 жовтня 1934, Ленінград — 22 квітня 2011, Рамат-Ган, Ізраїль) — радянський, російський та ізраїльський актор театру, кіно, телебачення, озвучування та дубляжу, режисер театру, кіно та телебачення, сценарист. Лауреат Державної премії СРСР (1967) та Державної премії РРФСР ім. братів Васильєвих (1983). Народний артист РРФСР (1980).

## Біографія
Михайло Козаков народився 14 жовтня 1934 у Ленінграді, в сім'ї відомого письменника Михайла Еммануїловича Козакова і літературознавця Зої Олександрівни Нікітіної.
У 1952 Михайло Козаков вступив до школи-студії МХАТ (курс Массальського), яку закінчив у 1956 році. На останньому курсі дебютував у кіно, знявшись у фільмі Михайла Ромма «Вбивство на вулиці Данте».
Після закінчення школи-студії МХАТ Михайло Козаков був прийнятий в театр імені Маяковського (1956—1959), в якому зіграв роль Гамлета у виставі, поставленій Миколою Охлопковим.
У 1959 він залишив театр Маяковського і перейшов до Московського театру «Современник», де пропрацював більш як десять років (1959—1970), зігравши в 1960-х роках кілька яскравих ролей, у виставах, поставлених Олегом Єфремовим: Камергер у казці Шварца «Голий король», Сірано де Бержерак в однойменній п'єсі Ростана, Кісточкін в комедії Аксьонова «Завжди у продажу», Микола I у виставі «Декабристи». Пізніше на сцені «Современника» Козаков виконав ще кілька ролей у постановках Галини Волчек: Адуев-старший у «Звичайній історії» Гончарова; Джеррі Раїн в «Двоє на гойдалках» Ібсена; Актора в п'єсі Горького «На дні» та інші.
У 1970 Михайло Козаков пішов з театру «Современник», а через рік після нього залишив театр і його засновник Олег Єфремов.
У 1971 Михайло Козаков слідом за Єфремовим прийшов до МХАТу, де зіграв ролі лорда Горінга у виставі «Ідеальний чоловік» Оскара Уайльда, Гусєва в п'єсі Михайла Рощина «Валентин і Валентина» в постановці Олега Єфремова. У МХАТі Козаков працював над постановкою п'єси Леоніда Зоріна «Мідна бабуся», проте спектакль закрили, і у 1972 Козаков пішов у Театр на Малій Бронній, в якому пропрацював до 1986 року.
Помітними роботами актора в цьому театрі стали ролі у виставах режисера Анатолія Ефроса «Дон-Жуан» Мольєра (Дон Жуан), «Одруження» Гоголя (Кочкарьов), «Місяць в селі» Тургенєва (Ракітін). У цьому театрі Козаков поставив дві вистави: комедію Леоніда Зоріна «Покровські ворота» і п'єсу Юджина О'Ніла «Душа поета».
У 1986 Козаков пішов із Театру на Малій Бронній в Театр Ленінського комсомолу, де зіграв роль Полонія у виставі Гліба Панфілова «Гамлет», пізніше в кінці 1990-х років в тому ж спектаклі він зіграв Тінь батька, але вже в постановці німецького режисера Петера Штайна.
Після вдалого дебюту в кіно, в кінці 1950-х Михайло Козаков знявся в декількох картинах: у фільмі Григорія Рошаля «Вісімнадцятий рік» (1958, другий фільм кінотрилогії за романом Толстого «Ходіння по муках»), мелодрамі Олександра Столпера «Важке щастя» (1958), у фільмі Іллі Гуріна «Золотий ешелон» (1959) та інших. Але справжня популярність до актора прийшла в 1961 році, коли на екрани країни вийшов фільм Геннадія Казанського й Володимира Чеботарьова за однойменним романом Олександра Бєляєва «Людина-амфібія». Проте в подальші роки Михайло Козаков знімався мало. Найяскравішою роботою в цей період стала його роль в драмі Наума Трахтенберга «Постріл» (1966), поставленої за мотивами однойменної повісті Пушкіна з циклу «Повісті Бєлкіна».
У 1970-і актор зіграв свої найкращі й відомі ролі в кіно: «Гойя, або тяжкий шлях пізнання» (1971), «Гросмейстер» (1972), «Лев Гурич Сінічкін» (1974), «Солом'яний капелюшок» (1974), «Здрастуйте, я ваша тітка!» (1975), «Іван та Марія» (1975), «Ярослав Домбровський» (1975), «Комедія помилок» (1978), «Красень-чоловік» (1978) та інші.
У 1975 Михайло Козаков поставив телеспектакль «Ніч помилок» за п'єсою Голдсміта, а в 1978 дебютував як кінорежисер, поставивши на телебаченні двосерійний фільм «Безіменна зірка», створений за мотивами п'єси Михайла Себастьяна. Пізніше він поставив фільми «Покровські ворота» (1982), «Якщо вірити Лопотухіну …» (1983), «Маскарад» (1984), «Фауст» (1985), «Візит дами» (1989), «Тінь, або Може бути, все обійдеться» (1991), «Вечеря в чотири руки» (1999), «Джокер'» (за твором Сухово-Кобиліна «Весілля Кречинського») (2002), «Мідна бабуся» (2004).
У 1980-ті за участю Козакова виходять фільми «20-е грудня» (1980), «І з вами знову я …» (1981), «Синдикат-2» (1981), «Товариш Інокентій» (1981), «Шостий» (1981), «Демидови» (1983), «Кукарача» (1983), «Унікум» (1983), «Герой її роману» (1984), «Неймовірне парі, або Істинна пригода, що благополучно завершилася сто років тому» (1984), «Воїтелька» (1986), «Бережи мене, мій талісман» (1986), «Пан оформлювач» (1988) та інших.
Написав сценарії до фільмів: «Візит дами» (1989), «Тінь, або Може бути, все обійдеться» (1991), «Вечеря в чотири руки» (1999).
У 1991 Михайло Козаков з родиною виїхав до Ізраїлю. До 1996 він працював у Тель-Авівському Державному камерному театрі як актор і режисер (роль Тригоріна в чеховської «Чайці» на івриті, постановка і гра в «Коханці» Гарольда Пінтера та інші), викладав, організував російську трупу, з якою випустив чотири вистави, один з яких — «Можлива зустріч» Пауля Бартса — був показаний ним у Москві.
У кіно в ці роки Михайло Козаков знімався рідко. Він знявся у фільмах: «Дурні вмирають по п'ятницях» (1990), «Футболіст» (1990), «Манія Жизелі» (1995), «Фатальні яйця» (1996).
У 1996 році він повернувся до Росії. У 1997 створив антрепризу «Арт-Клуб XXI», яка представила дві вистави «Можлива зустріч» і «Неймовірний сеанс», пізніше перейменував її в «Російську антрепризу Михайла Козакова». Поставив спектаклі «Паола і леви», «Квітка що сміється», «Граємо Стріндберг-блюз». У 1999 артист спільно з саксофоністом Ігорем Бутманом поставив спектакль-концерт за віршами Бродського «Концерт для голосу і саксофона». Крім того, в Петербурзькому театрі імені Комісаржевської Козаков поставив спектакль «Вшанування» по Слейд.
У 1999 Михайло Козаков екранізував два своїх вистави, раніше поставлені ним у своїй антрепризі: драму «Вечеря в чотири руки» (за виставою «Можлива зустріч») і телеспектакль «Вшанування».
У 2000-х він знявся у фільмах «24 години» (2000), «Лавина» (2001), «Дует для голосу і саксофона» (2005), «Вшанування» (2005).
З 2003 Козаков — актор Московського академічного Театру ім. Мосради (грав у виставах «Венеціанський купець» (Шейлок), «Король Лір» (Лір).
У травні 2010 Козаков знову повернувся до Ізраїлю і возз'єднався зі своєю колишньою дружиною, продюсером Ганною Ямпільською, а в листопаді 2010 здійснив гастрольний тур по містах Ізраїлю зі своєю новою програмою.
Михайло Козаков був одружений неодноразово, у нього п'ятеро дітей і онуків.
Автор книг «Акторська книга», «Фрагменти», автобіографічного сценарію «Мені Брамса зіграють …».
Помер 22 квітня 2011 року від раку легенів у хоспісі в Ізраїлі.

### Відзнаки
Народний артист Росії (1980), лауреат Державної премії СРСР за театральну діяльність (1967), Державною премією РРФСР (1983) за роль Фелікса Дзержинського у ТВ-фільмі «20-е грудня». Нагороджений Царськосельською мистецькою премією — Бронзовою фігуркою Катерини Другої (1997).
У 2010 нагороджений Орденом пошани.

## Фільмографія

### Акторські роботи
- 1956 — Вбивство на вулиці Данте — Шарль Тібо
- 1957 — У кінці шляху (фільм-спектакль)
- 1958 — Важке щастя — Микола Нагорний
- 1958 — Ходіння по муках — Валеріан Онолі, поручик
- 1959 — Золотий ешелон — Черемисов, ротмістр
- 1960 — Балтійське небо — Байсеітов, льотчик
- 1960 — Далеко від Батьківщини — гауптман Отто Заугель, німецький контррозвідник
- 1960 — Євгенія Гранде — Шарль
- 1960 — Останні залпи — старшина Горбачов
- 1961 — Дев'ять днів одного року — Валерій Іванович, учений-фізик
- 1961 — Суд божевільних — Мішель
- 1961 — Людина-амфібія — Педро Зуріта
- 1965 — Будується міст — Мамедов
- 1966 — Постріл — Сільвіо
- 1967 — День сонця і дощу — артист
- 1967 — Зірки і солдати — Нестор
- 1969 — Чекайте мого дзвінка (фільм-спектакль) — циган
- 1969 — Повість про чекіста — Бєлов
- 1970 — Два дні чудес — екзаменатор-професор
- 1970 — Звичайна історія (фільм-спектакль) — Петро Іванович Адуев
- 1971 — Все королівське військо — Джек Берден
- 1971 — Гойя, або Тяжкий шлях пізнання — Гільмарде
- 1971 — Петербург (фільм-спектакль) — головна роль
- 1972 — Гросмейстер — Володя
- 1972 — Записки Піквікського клубу (фільм-спектакль) — Джінгль
- 1973 — У номерах (фільм-спектакль) — Халявкін
- 1973 — Дитинство. Отроцтво. Юність (телеспектакль) — Петро Олександрович
- 1973 — Виконуючий обов'язки — Олександр Штерн, архітектор
- 1974 — Автомобіль, скрипка і собака Клякса — Скрипка / Бас-гітара / Кухар
- 1974 — Домбі і син (фільм-спектакль) — Соль Джілс
- 1974 — Іван та Марія — Кассир
- 1974 — Лев Гурич Сінічкін — граф Зефиров, меценат
- 1974 — Солом'яний капелюшок — віконт де Розальба
- 1975 — Здрастуйте, я ваша тітка! — полковник Френсіс Чесней
- 1975 — Ярослав Домбровський — Андрій Васильєв
- 1976 — Театр невідомого актора — Генріх Генріхович
- 1977 — Чи не від світу цього (фільм-спектакль) — Кочуєв
- 1977 — Сторінками «Блакитної книги» (фільм-спектакль) — оповідач
- 1977 — Ходіння по муках — Олексій Олексійович Бессонов
- 1978 — Безіменна зірка — Гріг
- 1978 — Життя Бетховена — Джоаккіно Россіні
- 1978 — Комедія помилок — Антіфол
- 1978 — Красень-чоловік
- 1979 — Дефіцит на Мазаєва (фільм-спектакль) — коханий Кіри
- 1980 — О ти, остання любов! (фільм-спектакль) — Федір Тютчев
- 1980 — Синдикат-2 — Фелікс Едмундович Дзержинський
- 1981 — 20 грудня — Фелікс Едмундович Дзержинський
- 1981 — Державний кордон. Мирне літо 21-го року — Ф. Е. Дзержинський
- 1981 — І з вами знову я… — П. Я. Чаадаев
- 1981 — Товариш Іннокентій — Збутова
- 1981 — Шостий — Іларій Данилович Данилевський, фармацевт
- 1982 — Хто стукає у двері до мене... — театральний актор
- 1982 — Покровські ворота — Костянтин Ромін
- 1982 — Опікуни (фільм-спектакль) — спостерігач
- 1983 — Демидови — Бірон
- 1983 — Тамбовський скарбник (фільм-спектакль) — головна роль
- 1983 — Унікум — Йосип Тімуровіч Петров, гіпнотизер
- 1983 — Кукарача — текст від автора
- 1984 — Герой її роману — Ераст Цикада
- 1984 — Граємо байки Крилова (фільм-спектакль) — читець
- 1984 — Неймовірне парі, або Істинна пригода, що благополучно завершилася сто років тому — Дудкін
- 1984—1986 — Гете. Сцени з трагедії «Фауст» (фільм-спектакль) — Фауст
- 1985 — Сцени з драми М. Лермонтова «Маскарад» (фільм-спектакль) — Арбенин
- 1986 — Амазонка (короткометражний)
- 1986 — Бережи мене, мій талісмане — Козаков
- 1988 — Пан оформлювач — Грильо
- 1989 — А це сталося у Віші (фільм-спектакль) — лікар
- 1990 — Дурні вмирають по п'ятницях — Гелій Іванович
- 1991 — Тінь, або Може бути, все обійдеться — Цезар Борджіа, журналіст
- 1994 — Кава з лимоном — епізод
- 1994 — Майстер і Маргарита — епізод
- 1995 — Манія Жизелі — Аким Волинський
- 1995 — Фатальні яйця — Воланд
- 1999 — Вечеря у чотири руки — Георг Фрідріх Гендель
- 1999 — Вшанування (фільм-спектакль) — Скотті Темплтон
- 2000 — 24 години — Коста (Костянтин Георгійович)
- 2001 — Лавина — Лев Борисович, музикант
- 2002 — Гра в модерн — Фризе
- 2003 — Злодії та проститутки
- 2004 — Мідна бабуся (фільм-спектакль) — режисер
- 2004 — Смерть Таїрова — Олександр Якович Таїров, театральний режисер
- 2004 — Вузький міст — Якушев
- 2004 — Дивна долина — дід Саїд
- 2005 — Здрастуйте, ми ваш дах! — Соломон, наркодилер
- 2006 — Король Лір (фільм-спектакль) — Лір, король Британії
- 2006 — Зрушення — академік Харитонов
- 2006 — Створено любов — Наум Трахт
- 2007 — Кохання-зітхання — доктор Коган
- 2008 — Кохання-зітхання 2 — доктор Коган
- 2009 — Дільнична — Барканов Володимир Борисович, ветеран
- 2010 — Апельсиновий сік — Леонід, батько Даші
- 2010 — Зоя — Портер, перший чоловік Зої
- 2010 — Кохання-зітхання 3 — доктор Коган
- 2010 — Остання зустріч — Юрій Володимирович Андропов
- 2010 — Репетиція бенефісу (фільм-спектакль) — Свєтловидов, старий актор
- 2010 — Хранителі мережі — Калгарі Сергій Іванович, батько Жені
- 2011 — Борис Годунов — отець Пімен
- 2011 — Казка. Є — Станіслав Далієвіч Сальвадоров, директор школи

### Режисер-постановник
- 1969 — Удар роги (фільм-спектакль)
- 1974 — Ніч помилок (фільм-спектакль)
- 1978 — Безіменна зірка
- 1980 — О ти, остання любов! (Фільм-спектакль)
- 1982 — Покровські ворота
- 1982 — Опікуни (фільм-спектакль)
- 1983 — Якщо вірити Лопотухіну...
- 1984—1986 — Гете. Сцени з трагедії «Фауст» (фільм-спектакль)
- 1985 — Сцени з драми М. Лермонтова «Маскарад» (фільм-спектакль)
- 1987 — Петербурзька фантазія
- 1988 — І світло у темряві світить (фільм-спектакль)
- 1989 — А це сталося у Віші (фільм-спектакль)
- 1989 — Візит дами
- 1991 — Тінь, або Може бути, все обійдеться
- 1999 — Вечеря в чотири руки
- 1999 — Вшанування (фільм-спектакль)
- 2002 — Джокер
- 2004 — Граємо Шекспіра (документальний)
- 2004 — Мідна бабуся (фільм-спектакль)
- 2006 — Король Лір (фільм-спектакль)
- 2006 — Чарівність зла

### Сценарист
- 1982 — Опікуни (фільм-спектакль)
- 1984—1986 — Гете. Сцени з трагедії «Фауст» (фільм-спектакль)
- 1985 — Сцени з драми М. Лермонтова «Маскарад» (фільм-спектакль)
- 1988 — І світло у темряві світить (фільм-спектакль)
- 1989 — А це сталося у Віші (фільм-спектакль)
- 1989 — Візит дами
- 1991 — Тінь, або Може бути, все обійдеться
- 1999 — Вечеря в чотири руки
- 2002 — Джокер'
- 2004 — Граємо Шекспіра (документальний)
- 2004 — Мідна бабуся (фільм-спектакль)
- 2006 — Чарівність зла